# Paul Grijs
Paul Grijs var en svensk boktryckare verksam i Uppsala 1510–1519.
Mycket lite är känt om Paul Grijs, det mesta informationen kommer från efterordet i de 18 tryckalster han producerade under sin aktiva tid. En del av dessa är endast kända i fragment. Möjligen var han även förläggare till de tre skolböcker han lät trycka. En inkunabel i Uppsala universitets samlingar har tillhört Paul Grijs och har hans namn skrivet med gotisk skrift och med runor. Paul Grijs boktryckeri var inhyst i ärkedjäknen Ragvaldus Ingemundis hus.